# Златовръх (връх)
Вижте пояснителната страница за други значения на Златовръх.
Златовръх (на македонска литературна норма: Златоврв) е връх в планината Бабуна в Северна Македония. Висок е 1422 m н.в. и е втори по височина в Бабуна след връх Козяк.
Непосредствено под Златовръх, на една малка заравненост, е построен манастирът Трескавец („Света Богородица“). В 1897 година българският революционер и етнограф Гьорче Петров, по произход от Прилепско, в книгата си „Материали по изучаванието на Македония“ описва върха и разказва предание за наименованието му.
Върхът може да бъде изкачен за около 2,30 ч от основата на планината.

## Други
На Златовръх е наречена улица в квартал „Лозенец“ в София (Карта).